# Samuel Wragg Ferguson
Samuel Wragg Ferguson (ur. 3 listopada 1834 w Charlestonie, zm. 3 lutego 1917 w Jackson) – amerykański oficer, absolwent West Point, konfederacki generał.
W marcu 1861 Ferguson wstąpił do armii Karoliny południowej w randze kapitana. W bitwie pod Shiloh dowodził brygadą. Pod Corinth był już podpułkownikiem w 28 Regiment Kawalerii z Missisipi. Również w 1863 Ferguson otrzymał awans na generała brygady.
Po wojnie przeprowadził się do Missisipi i poślubił Kate Lee, krewną generała Roberta Lee. W latach 90. XIX wieku powrócił do rodzinnego miasta, gdzie pracował jako inżynier.